# Ali Vâsib
Ali Vâsib (13. října 1903 – 9. prosince 1983) byl osmanský princ. Od roku 1977 až do své smrti byl 41. hlavou Osmanské dynastie. Většinu svého života strávil v exilu. Pokud by říše nezanikla a on vládl, byl by Velký sultán Ali I.

## Rodina
Ali se narodil v paláci Çırağan jako jediný syn prince Ahmeda Nihada (38. hlavy Osmanské dynastie) a její výsosti Safiru Hanımefendi. Murad V., 33. sultán Osmanské říše, byl jeho prapradědečkem.

### Manželství
V dubnu 1931 (nebo v listopadu 1931) se Ali oženil se svou vzdálenou sestřenicí Emine Mükbile Sultan v hotelu Ruh v Nice ve Francii. Emine byla jedinou dcerou Şehzade (prince) Ömera Hilmího a Gülnev Hanımefendi. Byla pravnučkou sultána Mehmeda V., 35. vládce Osmanské říše.

### Syn
Ali měl jednoho syna, Osmana Selaheddina Osmanoğlu (* 1940). Vzděláván byl na Viktoriině koleji v Alexandrii. Stal se členem institutu autorizovaných účetních v Londýně. V srpnu 1966 se oženil s Athenou Joy Hanımefendi. Společně mají tři syny, jednu dcerou a několik vnoučat.

## Vzdělání a kariéra
Ali studoval na kolejích Galatasaray a Harbiye v Istanbulu. Dosáhl postu generála osmanské armády.

## Domácí vězení
Ali strávil první rok svého života v paláci Çırağan v Istanbulu. Od roku 1876 tento palác sloužil jako domácí vězení pro Murada V. a jeho rodinu. V tomto roce byl Murad sesazen ze své role sultána svým bratrem Abdulhamidem. Rodina nebyla z vězení propuštěna, dokud v roce 1904 Murad nezemřel. Ali poté žil až do roku 1924 v Istanbulu.

## Exil
Po vzniku Turecké republiky v roce 1923 a pádu osmanského sultanátu a chálífátu následující rok, musel Ali spolu s ostatními členy odejít do exilu. Opustili Istanbul ze železničního nádraží Sirkeci. Ali žil v Budapešti po dobu několika měsíců než se usadil v Nice ve Francii. Ostatní členové rodiny se usadili na jihu Francie a v Itálii; včetně Mehmeda VI., který se usadil v Sanremu a Abdulmecida, který se usadil také v Nice potom, co byl ve Švýcarsku.

### Francouzské pasy
Cestovní dokumenty vydané Tureckou republikou pro členy Osmanské dynastie platili v jejich exilu pouze jeden rok. Ali požádal francouzskou vládu o pasy. Měl dobrý vztah s francouzským guvernérem, který zařídil francouzské pasy a občanství pro celou rodinu. V dokumentech se však už nenacházely jejich tituly.

### Alexandrie
V lednu 1935 se Ali přestěhoval do Alexandrie v Egyptě spolu s ženou a rodinou. Následujících 18 let byl správcem paláce Antoniadis, kde sloužil hlavám státu při návštěvách města.

## Pozdější život
Ali se rozhodl vrátit do Turecka v roce 1974. Od té doby navštěvovali Turecko pravidelně a jeho žena žila v apartmánu na náměstí sultána Ahmeda. Všechny jeho paměti byly poté vydány v turečtině. Aliho syn, Osman Selaheddin, je přepracoval z arabského písma do latinky.

### Následnictví
V lednu 1977, po smrti jeho bratrance Mehmeda Abdulazize, se stal hlavou Osmanské dynastie. Kdyby byl vládnoucím sultánem, byl by sultán Ali I.

## Smrt
9. prosince 1983 zemřel v Alexandrii na mrtvici. Bylo mu 80 let. Byl pohřben v Alexandrii a později byly jeho ostatky přestěhovány do sultánského mauzolea v Istanbulu. V této době byl nejdéle žijícím osmanským princem. O jeho smrti liga monarchistů napsala: "Princ Ali Vasib bude v paměti jako muž s úžasným charakterem. Jeho dary a příspěvky na charity nebudou nikdy vniveč."
| Osmanská dynastie            | Osmanská dynastie   | Osmanská dynastie      |
| ---------------------------- | ------------------- | ---------------------- |
| Předchůdce: Mehmed Abdulaziz | 1977–1983 Ali Vâsib | Nástupce: Mehmed Orhan |